# Канаста
Канаста (на испански: canasta – кошница) е игра на карти за четирима в отбори по двама, съществуват варианти и за двама, трима, петима или шестима играчи.
В книгата си „The Canasta Story“ авторът Филип Е. Орбанес посочва за откривател на играта адвоката Сегундо Сантос, който заедно с партньора си по бридж в Jockey Club в Монтевидео, архитекта Алберто Серато, измислил правилата на канастата през 1939 година. Така или иначе канастата възниква най-късно в началото на 40-те години на миналия век в Южна Америка и скоро се разпространява от Уругвай в Аржентина. Жосефина Артайета де Виел пренася играта в Ню Йорк, а от САЩ тя достига до Великобритания и Европа. През 50-те години наред с бриджа канастата е най-популярната игра на карти. Джон Р. Кроуфорд и Осуалд Джейкъби, двама отлични играчи на бридж и табла са автори на книги за стратегии в играта, които се радват на голям интерес. С цел да ги рекламират, двамата основават през 1950 година шампионата Great Canasta Challenge Match, в който побеждават Сам Фрай и Тиъдър Лайтнър. За кратко време възникват безброй варианти на играта, като най-известният от тях е самба-канаста с три тестета. Настоящото описание на играта се базира на Официалните правила на канастата (Official Canasta Laws), които почетният нюйоркски Regency Whist Club разработва заедно с експерти от Южна Америка през годините 1949/1951, а националните комисии по правилата на канастата на САЩ и Аржентина (National Canasta Laws Commissions of USA and Argentina) публикуват.

## Правила на играта според Официалните закони на канастата на Regency Whist Club New York

### Цел
Целта на играта е да се съберат възможно най-много точки чрез обявяването (свалянето) на еднакви карти. Една партия канаста се състои обикновено от няколко отделни игри и свършва, когато единият отбор достигне 5000 или повече точки. Отборът с по-малкото точки плаща на победителите сума, равна на точковата разлика.

### Подготовка
Преди началото на партия канаста се тегли жребий за разпределянето на играчите по отбори; всеки играч тегли по една карта. Двете високи карти образуват един отбор срещу този на ниските карти.
Ако двама или повече играчи изтеглят равностойни карти, то важи подредбата на цветовете, позната от бриджа, т.е. спатия (♣) е най-ниският цвят, после е каро (♦), купа (♥) и пика (♠).
Играчът с най-високата карта е под ръка в първата игра; неговият партньор седи срещу него; съседът му отдясно раздава картите за първата игра. Раздаването се движи след всяка игра по посока на часовниковата стрелка.
Играе се със 108 карти (две тестета по 52 карти + 4 жокера). Раздавачът меси картите, дава да му цепят и раздава; всеки играч получава по 11 карти (във варианта за двама по 15). Останалите карти от тестето се наричат куп или талон и се оставят в купчинка с лицето надолу в средата на масата. Най-горната карта се обръща и се оставя до другите. Ако тази карта е жокер, двойка или тройка, се тегли и поставя нова карта отгоре. Играта може да започне, когато е изтеглена карта, различна от жокер, двойка или тройка (т.е. всичко от четворка до асо).

### Червените тройки
Ако при раздаването или по-нататък при купуването на купа играчът получи червена тройка, трябва да я остави с лицето нагоре пред себе си и да си вземе нова карта от талона. Ако получи червената тройка при купуването на пакета (срв. Купуване на пакета), не си тегли нова.
При изчисляване на резултата от играта червените тройки са по 100 точки плюс, ако отборът е направил обявяване, или 100 точки минус, ако не е. Ако единият отбор е събрал четирите червени тройки, те се броят като 800 точки общо (съответно плюс или минус). Ако някой обаче е задържал все пак червена тройка в ръката си, след края на играта му се отнемат (респ. на отбора му) 500 точки, в случай, че поне веднъж е бил на ход.

### Точкова равностойност на картите
Канастата се играе със 108 френски карти за игра (две тестета по 52 карти плюс 4 жокера). Картите се точкуват както следва:
| жокери                                                      | 50 точки |
| аса, двойки                                                 | 20 точки |
| попове, дами, валета, десетки, деветки, осмици              | 10 точки |
| седмици, шестици, петици, четворки, черни тройки (3 ♠, 3 ♣) | 5 точки  |

Червените тройки (3 ♥, 3 ♦) се точкуват отделно (вж. горе)
Жокерите и двойките се наричат свободни карти, червените тройки са бонус-карти, черните тройки са т. нар. блок-карти, а картите от четворка до асо се наричат естествени.
Има и специални карти за канаста, на които е отпечатана точковата им равностойност.

### Играта
Когато играчът е на ход, той започва играта си, или като изтегли най-горната карта от талона, или като вземе горната карта от купа на изчистените карти, т. нар. пакет, на испански: posso (срв. Купуване на пакета). После може да направи обявяване, а завършва хода си с изчистване на една карта.

### Обявяване
При канастата е разрешено само обявяването на равностойни карти: обявяват се най-малкото три карти, от които най-малкото две са естествени, а участващите свободни карти могат да са най-много три.
Обявяване на седем равностойни карти се нарича канаста. Ако в канастата има свободни карти, тя се нарича мръсна канаста и се равнява на 300 точки. Ако се състои от седем естествени карти, е чиста и е равна на 500 точки.
Играчът може да прибавя карти към тези, които е свалил той или партньорът му, но не и към свалените от противниковия отбор.
Карта, която е била вече свалена, не може да бъде прибрана отново в ръката; също така не е разрешено да се преместват свободни карти, които са били вече свалени с други естествени карти.

### Първо обявяване
При първо обявяване точковата равностойност на обявените карти трябва да достига определена минимална граница, която зависи от резултата на съответния отбор.
| Резултат на отбора | Минимум точки за първо обявяване |
| под 0 точки        | 15 точки                         |
| 0 до 1495 точки    | 50 точки                         |
| 1500 до 2995 точки | 90 точки                         |
| 3000 до 4995 точки | 120 точки                        |

Бонус точки от червени тройки или канаста (срв. Изчисляване на резултата) не се броят при събирането на точките за минимума при първото обявяване.

### Купуване на Пакета
Ако играчът има две карти със същата точкова равностойност като тази на горната карта от пакета, може да ги свали заедно с горната карта от пакета и да прибере останалите карти от пакета в ръката си (важи само за естествени карти).
Ако отборът му още не е направил първо обявяване, играчът трябва да свали – преди да вземе останалите карти от пакета – евентуално и други карти, за да достигне изисквания минимум точки за първо обявяване.
Ако отборът му вече е направил първо обявяване и пакетът не е замразен (срв. Блокиране и замразяване на пакета), играчът може да купи пакета също и като свали горната карта от пакета заедно с една равностойна и една свободна от тези в ръката си или като сложи горната карта от пакета към вече свалени.
Играч, който има само една карта в ръката си, не може да купува пакета, ако пакетът се състои от само една карта.

### Блокиране и замразяване на пакета
Ако играчът, който е на ход, изчисти черна тройка, то следващият не може да купи пакета, пакетът е блокиран.
Ако в пакета има изчистена свободна карта или при раздаването е била обърната червена тройка, пакетът е замразен. За да се знае, че пакетът е замразен, свободната карта или червената тройка се поставят напречно на пакета.
Ако пакетът е замразен, играчът на ход може да го купи, само ако държи две естествени карти със същата точкова равностойност като тази на горната карта на пакета и ги обяви заедно с горната карта от пакета (срв. Купуване на пакета).

### Затваряне
Ако отборът му е направил най-малкото една канаста, играчът, който е на ход, може да затвори (излезне от играта), като свали всички карти от ръката си. Играч, който затваря, може да изчисти една карта, но не е задължен.
Ако играчът, който е на ход, иска да затвори, може да попита партньора си за разрешение: „Да затварям ли?“ В такъв случай партньорът му е задължен да му отговори.
Черните тройки могат да се свалят само при затваряне, при това не могат да се комбинират със свободни карти.
На отбора, който е затворил, се пише бонус от 100 точки.

### Покрито затваряне
Ако играчът, който е на ход, успее да направи канаста с картите от ръката си и да свали всичките си останали карти на един ход, без да има предварително обявяване, това се бонифицира с 200 точки, вместо със сто както за обикновено затваряне. При покритото затваряне отпадат правилата за минимума точки за първо обявяване.
Ако играчът купи пакета и затвори на същия ход, без да е свалял преди това или да е слагал карти към свалени от партньора му, то това се брои за покрито затваряне. Когато става въпрос за първо обявяване обаче, правилата за минимума точки за първо обявяване продължават да важат.
Покритото затваряне се нарича понякога и ръка-канаста (вж. долу).

### Последната карта от талона
Ако играчът изтегли последната карта от талона и изчисти, без да затвори, следващият играч
- трябва да купи пакета, ако може да сложи горната карта от пакета към вече свалени (Forcing), освен ако пакетът не е замразен;
- може да купи пакета, в случай, че има право.

Играта свършва, когато играчът на ход не може или не иска да вземе пакета. Ако играта приключи поради свършване на картите, бонусът за затваряне отпада.
Ако играчът, който е на ход, изтегли последната карта на талона и тя е червена тройка, играта приключва веднага, тъй като той не може да изтеги нова карта: играчът няма право нито да сваля, нито да чисти карти.

### Изчисляване на резултата
Като положителни точки се броят:
- бонус точките за червени тройки, ако отборът е направил първо обявяване: по 100 точки за червена тройка, 800 точки за всички четири червени тройки.
- точките за канаста: по 300 точки за мръсна и по 500 за чиста
- бонус точките за затваряне (100 точки) или покрито затваряне (200 точки)
- точковата равностойност на всички свалени карти (включително на участващите в канасти).

Като минус точки се броят точките за червените тройки, ако отборът не е успял да направи първо обявяване, както и точките на всички карти, останали в ръцете на играчите.

### Краят на партията
Плюсовите и минусовите точки се сумират след края на всяка игра; партията приключва с края на онази игра, в която единият или двата отбора достигнат 5000 или повече точки.

### Играта за двама или трима
Канаста може да се играе и от двама или трима – при играта за двама всеки играч получава по 15 карти, а при играта за трима по 13. Отбори няма, всеки играе за себе си.

## Виенска канаста
В Австрия се играе по правила, които малко се отклоняват от правилата на Regency Whist Club.
Повечето от тези отклонения обаче не са специфично австрийски, а могат да се открият и като варианти на правилата в „Oswald Jacoby's Revised Complete Canasta“  (вж. Литература).
- Червените тройки се броят плюс, само когато съответният отбор има най-малкото една канаста, в противен случай се пишат минус (т.е. само първо обявяване не стига).
- В едно обявяване свободните карти не могат да са повече от естествените, т.е. обявяване като K-K-2-2-2 не е позволено.
- Ако предишният играч е изчистил карта, която играчът на ход би могъл да сложи на вече завършена своя канаста, то играчът на ход няма право да купи пакета. Следователно изчистването на такава карта е равносилно на блокиране с черна тройка.
- Покритото затваряне с цяла канаста от ръката, както бе описано по-горе, се нарича „ръка-канаста“ и се бонифицира с 1000 точки (вместо 200). Ако играч затвори по подобен начин, но без да свали цяла канаста от ръката си, това се нарича покрито или гладко затваряне и се бонифицира с 200 точки. Играч, който купи пакета и на същия ход затвори, не получава допълнителен бонус за това.
- Отпада правилото, че играч, който има само една карта в ръката си, не може да купува пакет, в който има само една карта.

## Други варианти
Съществуват най-различни правила за игра на канаста. Най-честите отклонения от Официалните правила засягат
- броя на използваните тестета: при самба-канастата се използват три вместо две тестета с жокери;
- броя на жокерите: по-често шест вместо оригиналните четири;
- броя на картите, които получават играчите при всяко раздаване: понякога 13 вместо 11;
- минимума точки за първо обявяване;
- обявяването само на свободни карти, т. нар. жокер-канаста;
- обявяването на т. нар. блок-канаста: четири черни тройки и три жокера (или три черни двойки, или три червени двойки), тя се бонифицира с 1500 точки;
- условията за купуването на пакета;
- възможността да се слагат карти на готови канасти;
- бонус точките за мръсната канаста – понякога зависят от броя на съдържащите се свободни карти;
- условията за затваряне;
- точкуването на червените тройки;
- минимума точки за край на партията, и др.

Тези въпроси трябва задължително да се изясняват преди началото на партията.

### Англоезична литература
- 1950 Official Canasta Laws, Adopted by the Regency Club and the National Canasta Laws Commission as the Official Canasta Laws. The John C. Winston Company Philadelphia. Toronto 1950
- Official Canasta Laws, Adopted by the Regency Club and the National Canasta Laws Commission as the official Canasta Laws. The John C. Winston Company Philadelphia. Toronto Third printing 1951
- Josefina Artayeta de Viel, Ralph Michaels: Canasta The Official Rules and How to Play, Pellegrini & Cudahy, New York, 1949
- John R. Crawford: Canasta J.C.S. Associates, New York, 1950 sowie: Faber and Faber, London, 1951
- John R. Crawford: Samba Three Deck Canasta, Arrco Playing Card Co., Chicago, 1951
- Charles H. Goren: Goren's Canasta Up to Date, Permabooks, New York, 1951
- Oswald Jacoby: Oswald Jacoby’s Complete Canasta, Doubleday & Co, Inc., 1st Edition, New York 1950,
- Oswald Jacoby: Oswald Jacoby’s Revised Complete Canasta, Doubleday & Co, Inc., 1st Edition, New York 1951
- The United States Playing Card Company, Joli Quentin Kansil, Editor: Official Rules of Card Games, 90th Edition, 2004
- John McLeod: Canasta
- Albert H. Morehead Richard L. Frey, Geoffrey Mott-Smith: The New Complete Hoyle Revised Doubleday, New York, 1991
- Albert H. Morehead, Geoffrey Mott-Smith: Hoyle’s Rules of Games 2nd revised edition. A Signet Book, 1983
- Philip E. Orbanes: The Canasta Story  Архив на оригинала от 2017-01-21 в Wayback Machine.
- David Parlett: Oxford Dictionary of Card Games, Oxford University Press Oxford New York 1992/96
- David Parlett: The Oxford Guide to Card Games Oxford University Press Oxford New York 1990
- Ottilie H. Reilly: Canasta and Samba, 1951
- Alfred Sheinwold: 1951 Canasta – With Samba and the New International Laws, Wellington Associates, New York, 1951

### Немскоезична литература
Немскоезичните източници са доста по-ненадеждни, много от тях се позовават на правилата на Regency Whist Club, но не ги отразяват коректно.
- Fritz Babsch: Internationale und österreichische Kartenspiel-Regeln. Piatnik Wien 1983
- Johannes Bamberger: Die beliebtesten Kartenspiele, Verlag Perlen-Reihe, Band 648, 21.Auflage, Wien 19??
- Adolf Grünberger: Canasta wieder anders – Südamerikanische Art, Verlag Perlen-Reihe Band 644, 6.Auflage, Wien 1978
- Claus D. Grupp: Rommé und Canasta in allen Variationen, Falken-Verlag Niedernhausen/Ts, 1982 (Тази книга съдържа немски превод на Официалните правила на New Yorker Regency Whist Club)
- Rudolf Heinrich: Wir spielen Canasta, Verlag Perlen-Reihe, Band 646, 2. Auflage, Wien 1952 und 11. Auflage, Wien 1979

|  | Тази страница частично или изцяло представлява превод на страницата Canasta в Уикипедия на немски. Оригиналният текст, както и този превод, са защитени от Лиценза „Криейтив Комънс – Признание – Споделяне на споделеното“, а за съдържание, създадено преди юни 2009 година – от Лиценза за свободна документация на ГНУ. Прегледайте историята на редакциите на оригиналната страница, както и на преводната страница, за да видите списъка на съавторите. ВАЖНО: Този шаблон се отнася единствено до авторските права върху съдържанието на статията. Добавянето му не отменя изискването да се посочват конкретни източници на твърденията, които да бъдат благонадеждни. |